# Maricao (Vega Alta)
Maricao es un barrio situado en el municipio de Vega Alta, Puerto Rico. Según el censo de 2020, tiene una población de 4572 habitantes.

## Geografía
La localidad está ubicada en las coordenadas 18°23′16″N 66°19′53″O / 18.38778, -66.33139 (18.387645, -66.331377). Según la Oficina del Censo, tiene una superficie total de 12.65 km², de los cuales 12.64 km² corresponden a tierra firme y 0.01 km² están cubiertos de agua.

## Demografía
Según el censo de 2020, hay 4572 personas residiendo en la localidad. La densidad de población es de 361.7 hab./km². El 12.05% de los habitantes son blancos, el 7.44% son afroamericanos, el 0.24% son amerindios, el 0.04% son asiáticos, el 32.59% son de otras razas y el 47.64% son de una mezcla de razas. Del total de la población, el 99.17% son hispanos o latinos de cualquier raza.